# 索皮夫
索皮夫（烏克蘭語：Сопів），是烏克蘭的村落，位於該國西部伊萬諾-弗蘭科夫斯克州，由科洛梅亞區負責管轄，面積16.66平方公里，2001年人口2,552，人口密度每平方公里153.2人。
48°31′8″N 24°58′33″E / 48.51889°N 24.97583°E